# طائر النوء ذو الغطاء الأسود
طائر النوء ذو الغطاء الأسود (الاسم العلمي: Pterodroma hasitata) هو طائر بحري من جنس طائر النوء النعري صغير موطنه جزر الهند الغربية. وهو طائر طويل الجناح وظهره وأجنحته رمادية اللون ومؤخرته وردفه أبيضان. الأجزاء السفلية بيضاء بشكل أساسي باستثناء الغطاء الأسود (الذي يمتد عند بعض الأفراد لتغطية العين) وبعض العلامات الداكنة أسفل الجناح. يلتقط طعامه مثل الحبار من سطح المحيط.